# Adriana Adam
Adriana Adam (nascida Ailincă; Văleni, 11 de abril de 1999) é uma remadora romena, campeã olímpica.

## Carreira
Adam é duas vezes campeã mundial em oito e quatro vezes campeã europeia, incluindo títulos em oito e par sem timoneiro. Ela competiu nos Jogos Olímpicos de Verão de 2020.
Nos Jogos Olímpicos de Verão de 2024, em Paris, conquistou a medalha de ouro na competição de oito com feminino, ao lado de Magdalena Rusu, Roxana Anghel, Amalia Bereș, Ancuța Bodnar, Maria Lehaci, Ioana Vrînceanu, Simona Radiș e Victoria-Ștefania Petreanu, com o tempo de 5:54.39.